# Gnorismoneura mesotoma
Gnorismoneura mesotoma es una especie de polilla del género Gnorismoneura, tribu Archipini, familia Tortricidae. Fue descrita científicamente por Yasuda en 1975.

## Distribución
La especie se distribuye por Japón.